# By the Skin and the Teeth (Prison Break)
By the Skin and the Teeth este al  episod al serialului de televiziune Prison Break, al  al sezonului 1.